# Uroporfirinogênio III sintase
Uroporfirinogênio III sintase EC 4.2.1.75 é uma enzima envolvida no metabolismo do composto tetrapirrol cíclico porfirina. É envolvida na conversão de hidroximetilbilano em uroporfirinogênio III. Essa enzima catalisa a inversão da unidade pirrol final (anel D) da molécula tetrapirrol linear, ligando-a à primeira unidade de pirrol (anel A), gerando assim uma grande estrutura macrocíclica, uroporfirinogênio III. A enzima se dobra em dois domínios alfa/beta conectados por uma escada beta, sendo o sítio ativo localizado entre os dois domínios.